# Michael Flückiger
Michael Flückiger (Langnau im Emmental, 19 febbraio 1984) è un ex hockeista su ghiaccio svizzero.

## Statistiche
Statistiche aggiornate a luglio 2013.

### Club
| Stagione | Squadra     | Stagione regolare | Stagione regolare | Stagione regolare | Stagione regolare | Playoff | Playoff | Playoff |
| Stagione | Squadra     | Lega              | P                 | GAA               | SVS%              | P       | GAA     | SVS%    |
| -------- | ----------- | ----------------- | ----------------- | ----------------- | ----------------- | ------- | ------- | ------- |
| 1999-00  | Langnau U20 | Elite Jr. A       | 18                |                   |                   | 2       |         |         |
|          | Langnau     | NLA               | 1                 | 0                 | 1                 | -       | -       | -       |
|          |             | Playout           | 0                 | -                 | -                 | -       | -       | -       |
| 2000-01  | Langnau     | NLA               | 0                 | -                 | -                 |         |         |         |
|          | Langnau U20 | Elite Jr. A       | -                 | -                 | -                 | 4       |         |         |
| 2001-02  | Langnau U20 | Elite Jr. A       | 35                |                   |                   | 4       |         |         |
| 2002-03  | Ajoie       | NLB               | 29                | 3.84              |                   | 0       | -       | -       |
| 2003-04  | Lugano U20  | Elite Jr. A       | 6                 |                   |                   | -       | -       | -       |
|          | Lugano      | NLA               | 0                 | -                 | -                 | -       | -       | -       |
|          | Chur        | NLB               | 34                | 3.46              |                   | 5       | 3.43    |         |
| 2004-05  | Chur        | NLB               | 40                | 3.41              |                   | -       | -       | -       |
|          |             | Playout           | 2                 | 0.92              |                   | -       | -       | -       |
| 2005-06  | Lugano      | NLA               | 8                 | 2.55              |                   | 0       | -       | -       |
|          | Chur        | NLB               | 3                 |                   |                   | -       | -       | -       |
| 2006-07  | Lugano      | NLA               | 3                 | 2.07              |                   | 0       | -       | -       |
|          | Lugano      | ECC               | 0                 | -                 | -                 | -       | -       | -       |
|          | Chur        | NLB               | 2                 |                   |                   | -       | -       | -       |
| 2007-08  | Langnau     | NLA               | 10                | 3.71              |                   |         |         |         |
|          | Langenthal  | NLB               | 2                 | 6.5               |                   | -       | -       | -       |
| 2008-09  | Thurgau     | NLB               | 22                | 3.42              |                   | 0       | -       | -       |
| 2009-10  | Kloten      | NLA               | 3                 | 2.36              | 0.904             | 1       | 3.87    | 0.833   |
| 2010-11  | Kloten      | NLA               | 8                 | 2.16              | 0.891             | 0       | -       | -       |
| 2011-12  | Kloten      | NLA               | 6                 | 3.38              | 0.879             | 0       | -       | -       |
|          | Kloten      | Spengler Cup      | 1                 | 0.00              | 1.000             | -       | -       | -       |
| 2012-13  | Lugano      | NLA               | 27                | 2.46              | 0.917             | 7       | 2.36    | 0.918   |
|          | Zug         | NLA               | 2                 | 2.52              | 0.897             | -       | -       | -       |
| 2013-14  | Lugano      | NLA               | 0                 | 0                 | 0                 |         |         |         |

### Nazionale
| Stagione | Livello         | Risultati    | Risultati | Risultati | Risultati |
| Stagione | Livello         | Competizione | P         | GAA       | SVS%      |
| -------- | --------------- | ------------ | --------- | --------- | --------- |
| 2001-02  | Switzerland U18 | WJC-18       | 1         | 7.5       | 0.8       |

## Palmarès

### Club
- Campionato svizzero: 1

 Lugano: 2005-06